# Psychomyia dadayensis
Psychomyia dadayensis là một loài Trichoptera trong họ Psychomyiidae. Chúng phân bố ở miền Cổ bắc.